# Johann Friedrich Albert
Johann Friedrich Albert (auch: Joannes Federicus Albert und Jean Fédéric Albert; * 6. November 1720 in Könnern im Saalkreis; † 1784) war ein deutscher Philologe, Schulleiter und Autor.

## Leben und Werk
Johann Friedrich Albert erwarb sich durch sein Studium den Titel als Magister der Philosophie.
Bereits 1744 wurde Albert zum Konrektor in Nordhausen ernannt. Spätestens ab dem Jahr 1748 sind auch Schriften von Albert bekannt, die in Nordhausen erschienen.
1752 wurde Alberts Sohn Johann August Julius Albert (1752–1815) geboren, der spätere Bürgermeister der Neustadt zu Hannover und Vater des Berghauptmanns und Erfinders Wilhelm August Julius Albert. Im Folgejahr 1753 veröffentlichte Albert eine Schrift über den ihm bis dahin vorgesetzten Rektor Johann Eustachius Goldhagen.
1761 ging Albert nach Eisleben, wo er am 19. Dezember desselben Jahres durch Ernennung des Landesherrn und Fürsten die Stellung eines Tertius annahm. Ohne weitere Prüfung, lediglich nach einer Probe-Unterrichtseinheit vor den Schulklassen, wurde Albert am 9. Februar 1762 dann auch tatsächlich zum Tertius berufen. Doch trotz eindrücklicher Empfehlung des Eislebener Konsistoriums gelangte Albert dort lange nicht in die Position des Konrektors: Einerseits hatte er den Sohn und Neffen des Bergrichters Christian Christoph Ziegenhorn mehrfach scharf getadelt, andererseits hatte der Bergrichter dann aber Albert beim Landesherrn Fürst Heinrich angeklagt aufgrund eines offenbar leicht ungebührlichen Einfalls Alberts während einer seiner Unterrichtseinheiten über den Dichter Terenz. 
Schließlich gelang Albert am 2. September 1765 die Einführung als Konrektor in Eisleben. Am 18. März 1771 legte er sein Eislebener Amt jedoch nieder, da er zum Rektor in Nordhausen berufen worden war. Dort leitete er das Gymnasium als Nachfolger des vom Humanismus geprägten Johann Konrad Hake (Rektor von 1769 bis 1771). Doch unter Albert wurde dieser moderne Unterrichtsstil wieder zurückgedrängt, ebenso wie unter seinem Nachfolger Johann Christian Friedrich Poppe (Rektor von 1784 bis 1801).

## Schriften (Auswahl)
- Sittliche Betrachtungen, in teutschen Versen, Nordhausen, 1748
- Abhandlung von der Sündfluth, und Beweis, dass sie allgemein gewesen sey, Nordhausen, 1750
- Propemticum ad Dn. Rect. Goldhagen, carmine heroico. ib. 1753; Digitalisat
- Von den Vorzügen des weiblichen Geschlechts vor dem männlichen, Nordhausen 1756
- Bellart's und Neogalli Streitschriften über die Frage: ob eine Prüfung der Menschen im Paradiese nöthig gewesen sey?, Leipzig 1757
- Einige historische Nachrichten von dem Eulhardtischem Geschlecht, Nordhausen 1775

## Archivalien
Archivalien von und über Johann Friedrich Albert finden sich beispielsweise
- unter dem Titel H. Bergrichter Christian Christoph Ziegenhorn Denunzianten gegen den Subconrektor H. Johann Friedrich Albert Denuncianten von 1763 im Landesarchiv Sachsen-Anhalt, Benutzungsort Wernigerode, Archivaliensignatur A 12a III, Nr. 2808 im Kontext Konsistorium Eisleben (meist den sächsischen Anteil der Grafschaft Mansfeld betreffend), Abteilung 01.08.: Gräfliches Gymnasium Eisleben / Streitigkeiten des Lehrerkollegiums untereinander und mit Publikum[7]